# Eriococcus alpina
Eriococcus alpina är en insektsart som först beskrevs av Pellizzari in Pellizzari och Ferenc Kozár 1999.  Eriococcus alpina ingår i släktet Eriococcus och familjen filtsköldlöss.
Artens utbredningsområde är Italien. Inga underarter finns listade i Catalogue of Life.